# Lance Bass
James Lance Bass (Laurel, 4 maggio 1979) è un cantante, ballerino, attore e produttore televisivo statunitense.
Noto principalmente in quanto componente degli NSYNC, da solista ha lavorato soprattutto come attore grazie a ruoli da protagonista in opere come On the Light.

## Biografia

### Musica
Bass sviluppa una forte predisposizione per la musica fin dall'infanzia, quando inizia ad esibirsi come corista in chiesa. Nel 1995 viene contattato da Justin Timberlake e sua madre, la quale gli propone di sostituire Jason Galasso nel nascente progetto degli NSYNC, gruppo vocale in cui Bass avrebbe dovuto occuparsi delle esecuzioni nel registro basso. Una volta ottenuto il posto nel gruppo, Bass ha preso parte a tutti gli album in studio pubblicati dalla band nonché a tutti i suoi tour e le sue esibizioni televisive, apparendo anche in eventi di rilievo come il Super Bowl 2001 e le Olimpiadi 2002. In seguito allo scioglimento del gruppo, Bass prende comunque parte a sporadiche reunion. Al di fuori dal gruppo, Bass non porta avanti una carriera musicale da solista, apparendo soltanto in alcune collaborazioni con altri artisti.

### Recitazione
Dopo alcuni cameo eseguiti durante gli anni degli NSYNC, nel 2001 Bass ottiene il suo primo ruolo nel protagonista nel film On the Line, il quale non ottiene tuttavia un riscontro positivo né di pubblico né di critica. Nel 2002 doppia il personaggio di Sephiroth nel franchise di videogiochi Kingdom Hearts. Continua ciononostante a lavorare come attore, apparendo spesso in ruoli secondari sia in film che in serie televisive. Nel 2014 figura nel cast principale del film Such Good People.

### Esplorazioni spaziali
Appassionato di esplorazioni spaziali fin da bambino, nel 2002 ha ottenuto una certificazione sia dalla NASA che dal Programma spaziale russo per prendere parte alla missione TMA-1 del Programma spaziale internazionale. Durante l'allenamento preparatorio per tale esperienza, Lance ha tuttavia scoperto di essere affetta da un'aritmia cardiaca, condizione incompatibile con l'esplorazione spaziale. Negli anni successivi Bass è stato comunque coinvolto pubblicamente in svariate campagne promozionali volte a coinvolgere l'opinione pubblica in ciò che riguarda le missioni spaziali, ottenendo la nomina di "portavoce per i giovani" durante la World Space Week.

### Altre attività
Nel 2008 prende parte come concorrente al talent show Dancing with the Stars, classificandosi terzo. A partire dal 2012 conduce la trasmissione radiofonica Dirty Pop with Lance Bass su Sirius XM.

## Vita privata
Nel luglio 2006 Bass rivelò di essere gay in una storia raccontata dalla rivista People. Ha ricevuto il Premio Human Rights Campaign Visibility nell'ottobre 2006 e rilasciato un'autobiografia Out of Sync nell'ottobre 2007, riuscendo a rientrare nella lista del New York Times Best Seller. Il 20 dicembre 2014 ha sposato Michael Turchin.

## Filmografia

### Cinema
- Zoolander, regia di Ben Stiller (2001)
- Cursed – Il maleficio (Cursed), regia di Wes Craven (2005)
- Summertime - Sole, cuore... amore (Love Wrecked), regia di Randal Kleiser (2005)
- Io vi dichiaro marito e... marito (I Now Pronounce You Chuck & Larry), regia di Dennis Dugan (2007)
- Tropic Thunder, regia di Ben Stiller (2008)

### Televisione
- Sabrina, vita da strega (Sabrina, the Teenage Witch) – serie TV, episodio 3x15 (1999)
- Settimo cielo (7th Heaven) – serie TV, episodio 4x13 (2000)
- Drop Dead Diva – serie TV, episodio 3x05 (2011)
- Review – serie TV, episodio 1x05 (2014)
- Hand of God – serie TV, episodio 1x02 (2015)
- The Real O'Neals – serie TV, episodio 2x01 (2016)
- Insatiable – serie TV, episodio 2x10 (2019)
- Single Parents – serie TV, 3 episodi (2019-2020)
- The Rookie – serie TV, episodio 5x18 (2023)
- How I Met Your Father – serie TV, episodio 2x17 (2023)

### Doppiatore
- I Simpson (The Simpsons) – serie animata, episodio 12x14 (2001)
- Kingdom Hearts – videogioco (2002)
- Kim Possible – serie animata, episodio 2x23 (2004)
- Higglytown Heroes - 4 piccoli eroi (Higglytown Heroes) – serie animata, episodio 1x04 (2004)
- Manny tuttofare (Handy Manny) – serie animata, 8 episodi (2006-2012)
- Rick & Steve: The Happiest Gay Couple in All the World – serie animata, episodio 2x04 (2008)
- Gravity Falls – serie animata, episodio 1x17 (2012)
- BoJack Horseman – serie animata, episodio 2x12 (2015)
- Hell and Back, regia di Tom Gianas (2015)

## Doppiatori italiani
Nelle versioni in italiano delle opere in cui ha recitato, Lance Bass è stato doppiato da:
- Nicola Braile in Single Parents
- Dimitri Riccio in The Rookie
- Jacopo Bonanni in How I Met Your Father

Da doppiatore è sostituito da:
- Diego Baldoin in Baby Shark's Big Movie